# اردوگاه مرگ سوبیبور

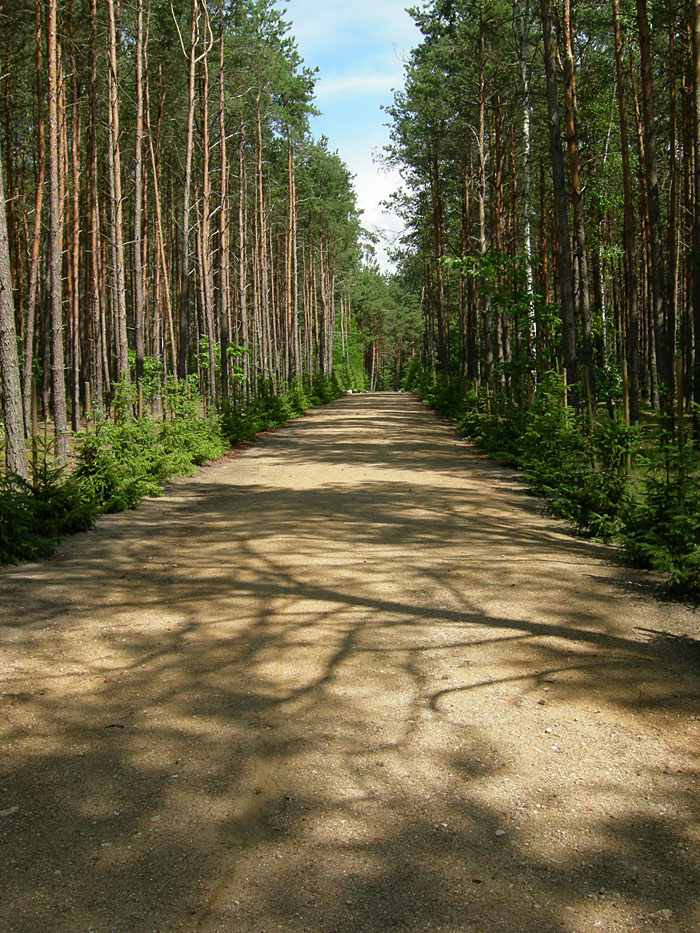
راهی که به اردوگاه سوبیبور ختم می‌شد.

اردوگاه مرگ سوبیبور (به آلمانی: Vernichtungslager Sobibor)، یکی از بزرگترین اردوگاه‌های ضد-یهودی هولوکاست بود که توسط رژیم نازی در خاک لهستان ساخته شده بود. مورخین معتقدند شمار یهودیانی که در اردوگاه مرگ سوبیبور در طول جنگ جهانی دوم به قتل رسیدند، به صدها هزار نفر می‌رسد.

## ساخت اردوگاه
پیشینه طراحی اولیه اردوگاه به پاییز ۱۹۴۱ بازمی‌گردد. در آغاز سال ۱۹۴۲ زمینی به مساحت ۱۲ هکتار فنس بندی شد. بعدها این مساحت به ۶۰ هکتار افزایش یافت. عملیات ساخت که در مارس ۱۹۴۲ آغاز شد تحت نظارت ریشارد تومالا که قبلاً نظارت بر ساخت اردوگاه مرگ بلزک را نیز بر عهد داشت، پیش می‌رفت.
ساختار این اردوگاه تا حد زیادی از طراحی بلزک الگو می‌گرفت، هرچند به‌مراتب از آن بزرگتر می‌بود.
در ژوئن ۱۹۴۳ فضای اطراف فنس‌ها مین گذاری شد. در آغاز تابستان ۱۹۴۳ آماده‌سازی یک چهارم از اردوگاه جهت انبار مهمات آغاز گشت. البته بعدها این نقشه تکمیل نشد.

## قربانیان
قربانیان سوبیبور احتمالاً منحصر به یهودیان بودند. از آنجا که تمامی اسناد کتبی از بین برده شده‌اند، تخمین دقیق تعداد قربانیان ممکن نیست. تخمین‌های صورت گرفته با تکیه بر آمار و برنامه‌های راه‌آهن لهستان (که برای انتقال قربانیان مورد استفاده قرار می‌گرفته‌است)، تعدادی در بین ۱۵۰ تا ۲۵۰ هزار قربانی را مسجل می‌دارند. بخش اعظم قربانیان را یهودی‌های لهستانی تشکیل می‌دهند که تحت عملیات راینهارد به قتل می‌رسیدند.
در نیمه آوریل ۱۹۴۲ حدود ۲۵۰ یهودی که از اردوگاه کار اجباری در همان حوالی انتقال یافته بودند، توسط گاز کشته شدند. از آغاز ماه مه تا پایان ژوئیه ۱۹۴۲ احتمالاً در حدود ۹۰ هزار یهودی، به صورت فله‌ای کشته شدند.
بر اساس تلگراف‌هایی که در آنها تعداد کشته شدگان مخابره می‌شده‌است، تا پایان سال ۱۹۴۲ به‌طور دقیق ۱۰۱ هزار و ۳۷۰ یهودی در سوبیبور کشته شدند. عملیات کشتار در سوبیبور بنابر شواهد تا ابتدای تابستان ۱۹۴۳ ادامه یافت.

## نحوه کشتار
اردوگاه سوبیبور در نزدیکی یک دهکده کوچک به همین نام در بخش شرقی ایالت لوبلین در مسیر یک خط آهن ساخته شد. در ساخت این اردوگاه از تجارب کسب شده در اردوگاه بلزتس، استفاده شده بود. اردوگاه در یک زمین مستطیل شکل به ابعاد ۴۰۰ در ۶۰۰ متر ساخته و به سه بخش تقسیم شده بود. در «اردوگاه جلویی» ایستگاه قطار و محلی برای ۲۰ واگن و همچنین محله سکونت آلمان‌ها و اوکرایینی‌ها وجود داشت. یهودیان که برای به قتل رسیدن به اردوگاه اخراج شده بودند، به «قسمت پذیرش» برده می‌شدند. کلیه مراحل قبل از قتل را در آنجا طی می‌کردند: لخت شدن، چیدن موهای زنان و تحریم اموال. ناحیه کشتار در دورترین نقطه واقع شده بود و در آنجا سلول‌های گاز، چاه‌های دفن و آلونک‌های زندگی اسیران یهودی قرار داشت. قسمت پذیرش و قسمت کشتار توسط یک باریکه به طول ۱۵۰ متر و عرض ۳ متر به یکدیگر متصل می‌شدند. این باریکه را توسط سیم‌های خارداری که با گیاه و سبزه پوشانده شده بود، حصار کشی کرده بودند و زندانیان لخت و عور را در مسیر آن می‌دواندند. در اردوگاه سه سلول گاز وجود داشت، که هریک به ابعاد ۴ در ۴ متر بود. در هر سلول یک در دیگر نصب شده بود که از طریق آن اجساد را خارج می‌کردند. از اتاقکی در مجاورت سلول، گاز به درون آن منتشر می‌شد. 
در اواسط آوریل، هنگامی که بنای اردوگاه تقریباً تکمیل شده بود، گروهی از یهودیان که اکثر آنها را زنان تشکیل می‌دادند، از اردوگاه کار کریشوف (Krychow) به اردوگاه آورده شدند تا از عملکرد صحیح سلول‌های گاز مطمئن بشوند. تمامی فرماندهان اردوگاه در مراسم آغاز به کار تأسیسات گاز شرکت کردند. اجرای این عملیات در سوبیبور بر گمراهی قربانیان پایه‌گذاری شده بود و آنها تا زمان نشر گاز در سلول‌های مسدود، نمی‌دانستند چه چیزی در انتظارشان است. اولین «محموله» شامل ۱۰٬۰۰۰ یهودی آلمانی و اتریشی، ۶٬۰۰۰ یهودی از ترزین و هزاران یهودی از اسلواکی بود. طی دو ماه اول –از ابتدای ماه مه تا پایان ژوئن– ۱۰۰٬۰۰۰ یهودی در سوبیبور به قتل رسیدند. آلمان‌ها متوجه شدند که سلول‌های گاز که ظرفیت آنها کمتر از ۶۰۰ نفر بود، کفاف قتل‌عام توده ای را نمی‌دهد. بدین جهت در زمان توقف فعالیت‌های اردوگاه در تابستان، سه سلول گاز دیگر به آن اضافه شد و در نتیجه سرعت کشتار یهودیان دو برابر گردید.

## ادعای مارک وبر
«مارک وبر» از تجدید نظرطلبان در هولوکاست مدعی است که تاریخدانان هولوکاست دربارهٔ اینکه چه نوع گازی در این اردوگاه استفاده شده واین اردوگاه چگونه اداره می‌شده‌است و همچنین تعداد اتاقهای گاز به توافق نرسیده‌اند.
او همچنین به استناد به چند سند از هاینریش هیملر و افسران اس‌اس کاربرد کشتارگاهی این اردوگاه را رد می‌کند و اردوگاه سوبیبور را تنها یک «کمپ نقل و انتقال» عنوان می‌کند. مارک وبر با استناد به کتاب جان کاراسکی یکی از اعضای سازمان زیرزمینی مقاومت لهستان که در سال ۱۹۴۲، موفق به بازدید از این اردوگاه شد مدعی است که کارسکی هیچ اشاره‌ای به وجود اتاق گاز در این اردوگاه ننموده‌است.

## نگارخانه

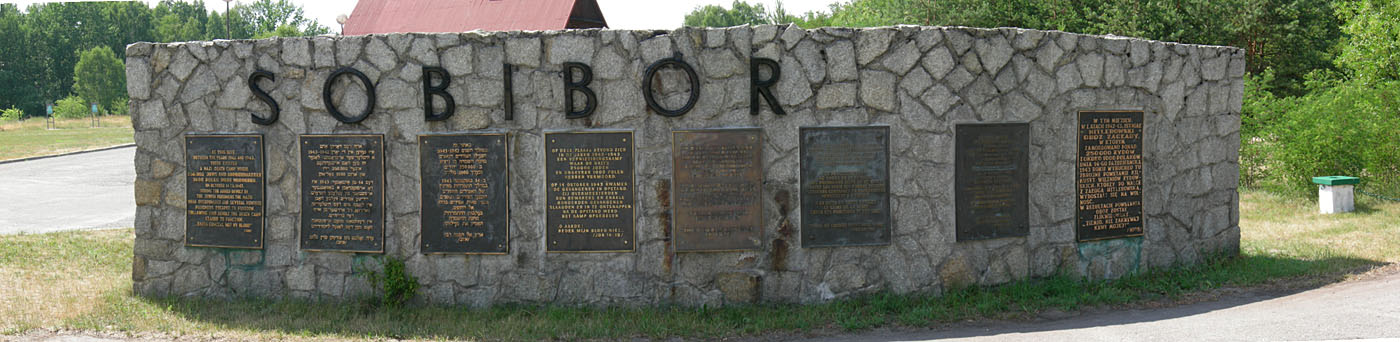
یادبود در ورودی موزه سوبیبور
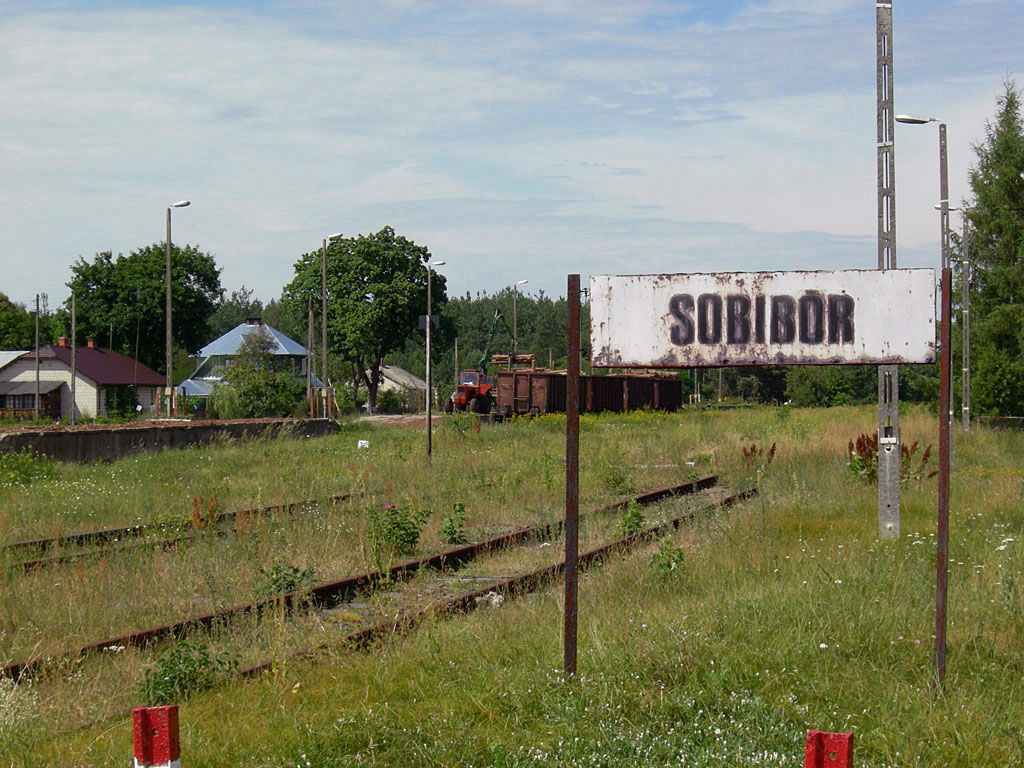
حیاط راه آهن سوبیبور
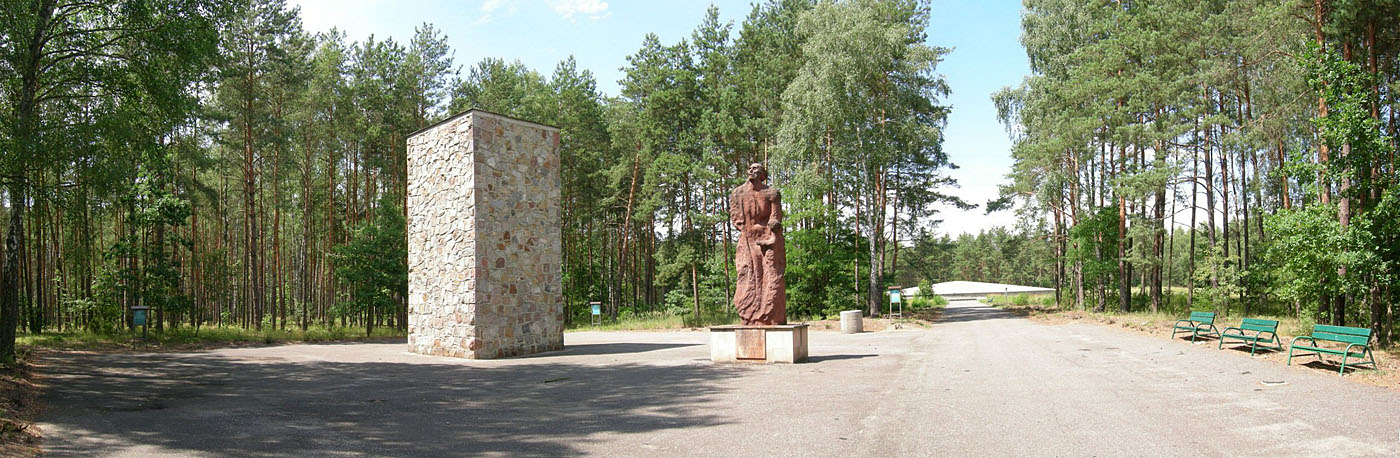
یادبود داخل کمپ